# En 4
«En 4» es una canción colaborativa entre la cantante y youtuber mexicana Kenia Os y la cantante brasileña Anitta,  lanzada el 17 de abril de 2025 por Sony Music México como sencillo independiente.  Fue la primera colaboración musical oficial entre ambas artistas. 

## Composición y letra
«En 4» mezcla ritmos de reggaetón, funk carioca y pop latino, con un sonido centrado en el perreo . La producción utilizó algoritmos de inteligencia artificial para crear la base rítmica y armónica, según avances promocionales en redes sociales que resaltaron el carácter innovador de la canción.  La letra, cargada de insinuaciones sensuales y versos de empoderamiento femenino, consagra la expresión «perreíto», invitando al oyente a «ponerse ahí, en cuatro», e incluye estribillos con un fuerte atractivo bailable.
“Papi, puente ahí, en el acto
Serás mi perro por un ratón
Te daré un cachorrito y te dejaré.
Dame un perro y te dejo”.

## Antecedentes y lanzamiento
El 8 de abril de 2025, Kenia OS y Anitta anunciaron la fecha de estreno de «En 4» a través de publicaciones en redes sociales, incluyendo un tuit de Sony Music México que confirmaba que el sencillo se lanzaría el 17 de abril a las 6:00 p. m. (hora de México). Sin embargo, la colaboración tenía raíces más antiguas: las artistas establecieron un vínculo en 2021, cuando Anitta invitó a Kenia OS a participar en la promoción de su sencillo «Loco» en Aspen, Colorado. Se reencontraron posteriormente en eventos como el Pandora Charms Festival Concert en 2024 y en el videoclip de «Soltera» de Shakira .  

## Vídeo musical
El video musical oficial de «En 4» se estrenó simultáneamente con el sencillo en el canal de YouTube de Sony Music México el 17 de abril de 2025.  Dirigido por el equipo interno de la discográfica, el clip presenta escenas de gran impacto visual, con las artistas posando juntas en imágenes que fueron censuradas en los avances por contener desnudez y besos sensuales.  

## Rendimiento comercial
Poco después de su lanzamiento, «En 4» apareció en listas de reproducción virales de Spotify, superando los 7 mil guardados en la playlist «Hits Viral» en solo unos días. El sencillo también se convirtió en tendencia en México y Brasil, impulsado por transmisiones en vivo y watch parties organizadas por fans en redes sociales.

## Créditos
- Kenia OS – voz
- Anitta – voz

## Historial de versiones
| Región | Fecha               | Formato                       | Sello             |
| ------ | ------------------- | ----------------------------- | ----------------- |
| Global | 17 de abril de 2025 | Descarga digital; transmisión | Sony Music México |